# Павлівська волость (Старобільський повіт)
Павлівська волость — історична адміністративно-територіальна одиниця Старобільського повіту Харківської губернії із центром у слободі Павлівка.
Станом на 1885 рік складалася з 9 поселень, 9 сільських громад. Населення — 7933 особи (4351 чоловічої статі та 3582 — жіночої), 925 дворових господарств.
|                     | Площа, десятин | У тому числі орної, дес. |
| ------------------- | -------------- | ------------------------ |
| Сільських громад    | 18661          | 15886                    |
| Приватної власності | —              | —                        |
| Іншої власності     | 265            | 130                      |
| Загалом             | 18926          | 16016                    |

Основні поселення волості станом на 1885:
- Павлівка — колишня державна слобода при річці Біла за 37 верст від повітового міста, 2936 осіб, 368 дворових господарств, православна церква, школа, 5 лавок, щорічний ярмарок 27 липня.
- Заводянськ — колишній державний хутір, 543 особи, 63 дворових господарства.
- Курячкін — колишній державний хутір при річці Біла, 1308 осіб, 136 дворових господарства.
- Рудов — колишній державний хутір, 744 особи, 92 дворових господарства.
- Хоменків Перший — колишній державний хутір при річці Біла, 1168 осіб, 129 дворових господарств.
- Хоменків Другий — колишній державний хутір, 500 осіб, 42 дворових господарства.

Найбільші поселення волості станом на 1914 рік:
- слобода Павлівка — 3358 мешканців;
- хутір Курячкін — 1579 мешканців;
- хутір Хоменків — 1475 мешканців;
- хутір Рудов — 1079 мешканців.

Старшиною волості був Тихон Федорович Кризький, волосним писарем — Сергій Євсейович Фоменко, головою волосного суду — Федір Федорович Фоменко.